# Jiřina Svobodová

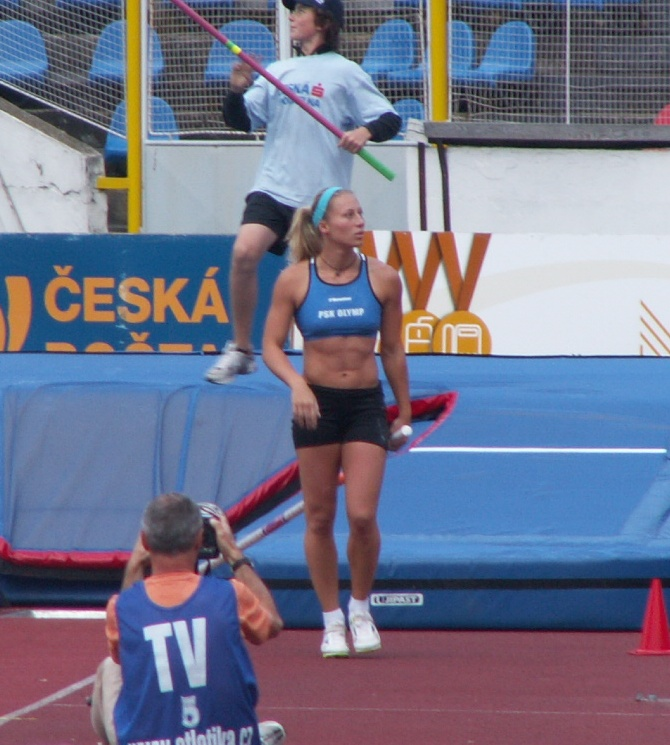

Jiřina Svobodová, född Ptáčníková 20 maj 1986 i Plzeň, är en stavhoppare från Tjeckien. Hennes främsta merit är att hon vann guld vid EM 2012 i Helsingfors. Höjden blev 4,60 meter. Vid inomhus-VM 2014 i Sopot tog hon silver med höjden 4,70 meter.